# Bob Dylan Blues
Bob Dylan Blues è un brano musicale composto nel 1965 dal cantautore britannico Syd Barrett, fondatore dei Pink Floyd. Registrato durante le sessioni per l'album Barrett (1970), il brano rimase inedito e fu creduto perso fino a quando non venne inserito nella compilation The Best of Syd Barrett: Wouldn't You Miss Me? del 2001.

## Il brano
Si tratta di un'ironica e benevola presa in giro dello stile del primo Bob Dylan, quando le sue canzoni erano ritenute "profetiche" e sistematicamente considerate come "esternazioni messianiche", e del successo che Dylan stava riscuotendo all'epoca come cantante di protesta. Barrett utilizzò proprio la forma classica della cantata folk, con la quale Bob aveva iniziato la sua carriera, per la composizione del brano. La canzone fu presumibilmente scritta da Barrett dopo aver assistito ad un concerto di Dylan nel 1963 o 1964. La traccia, insieme a Terrapin e Maisie, riflette l'iniziale interesse di Barrett per il blues.
La canzone venne registrata nel 1970, e poi accantonata per lunghi anni senza essere pubblicata. Il nastro dell'incisione venne creduto perduto fino a quando David Gilmour scoprì di averne una copia nel suo archivio privato. Bob Dylan Blues venne quindi inserita nella raccolta The Best of Syd Barrett: Wouldn't You Miss Me? pubblicata nel 2001. La popolarità della canzone è molto aumentata dall'epoca della sua prima pubblicazione e molti fan di Barrett la considerano uno dei migliori brani "non ufficiali" dell'artista, nonché uno dei migliori omaggi messi in musica dedicato a Bob Dylan.